# Station des Ateliers (metropolitana di Algeri)
Station des Ateliers è una stazione della linea 1 della metropolitana di Algeri, situata nel comune di Bachdjerrah. 
La stazione si trova ai margini delle officine di manutenzione della metropolitana e dell'autostrada di Oued Ouchayah, nel quartiere Bachdjerrah di Algeri.

## Storia

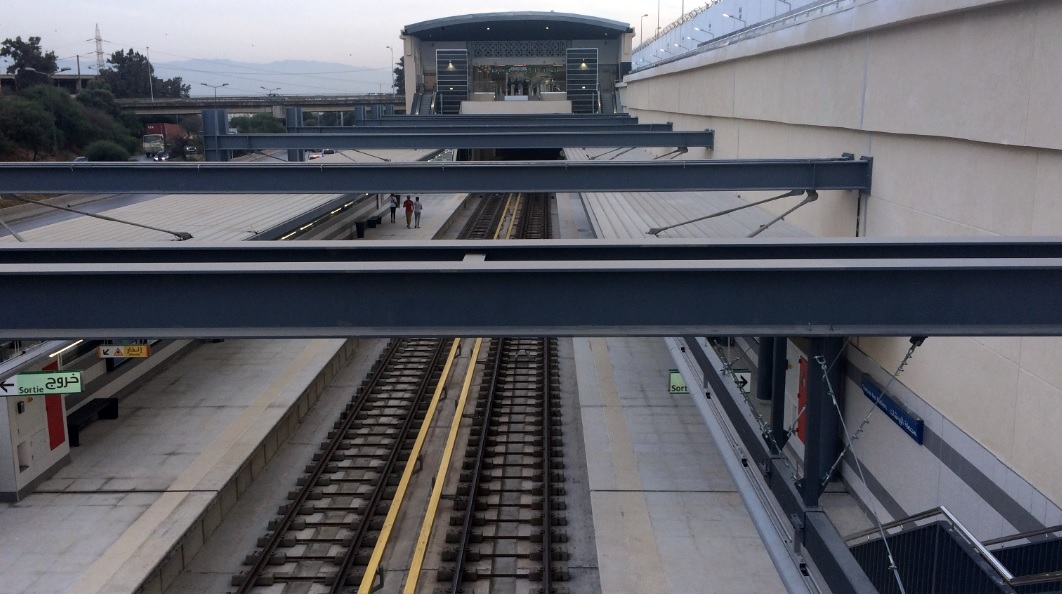
Due binari della stazione (2018).

La stazione Ateliers è stata inaugurata il 6 settembre 2018, ed è la seconda stazione passante della metropolitana dopo quella di Haï El Badr. Pur facendo parte dell'estensione C della linea 1, inaugurata ad aprile 2018, è entrata in servizio solo cinque mesi dopo.

## Strutture e impianti
È una stazione passante a 4 binari, due per ogni senso di marcia, serviti da due banchine laterali per ciascun lato.

## Servizi
La stazione ha un unico ingresso/uscita sulla strada di Bourouba. È dotata di un ascensore per le persone a mobilità ridotta.

## Interscambi
- Bus ETUSA, linee 81, 82 e 105.[2]